# Abub

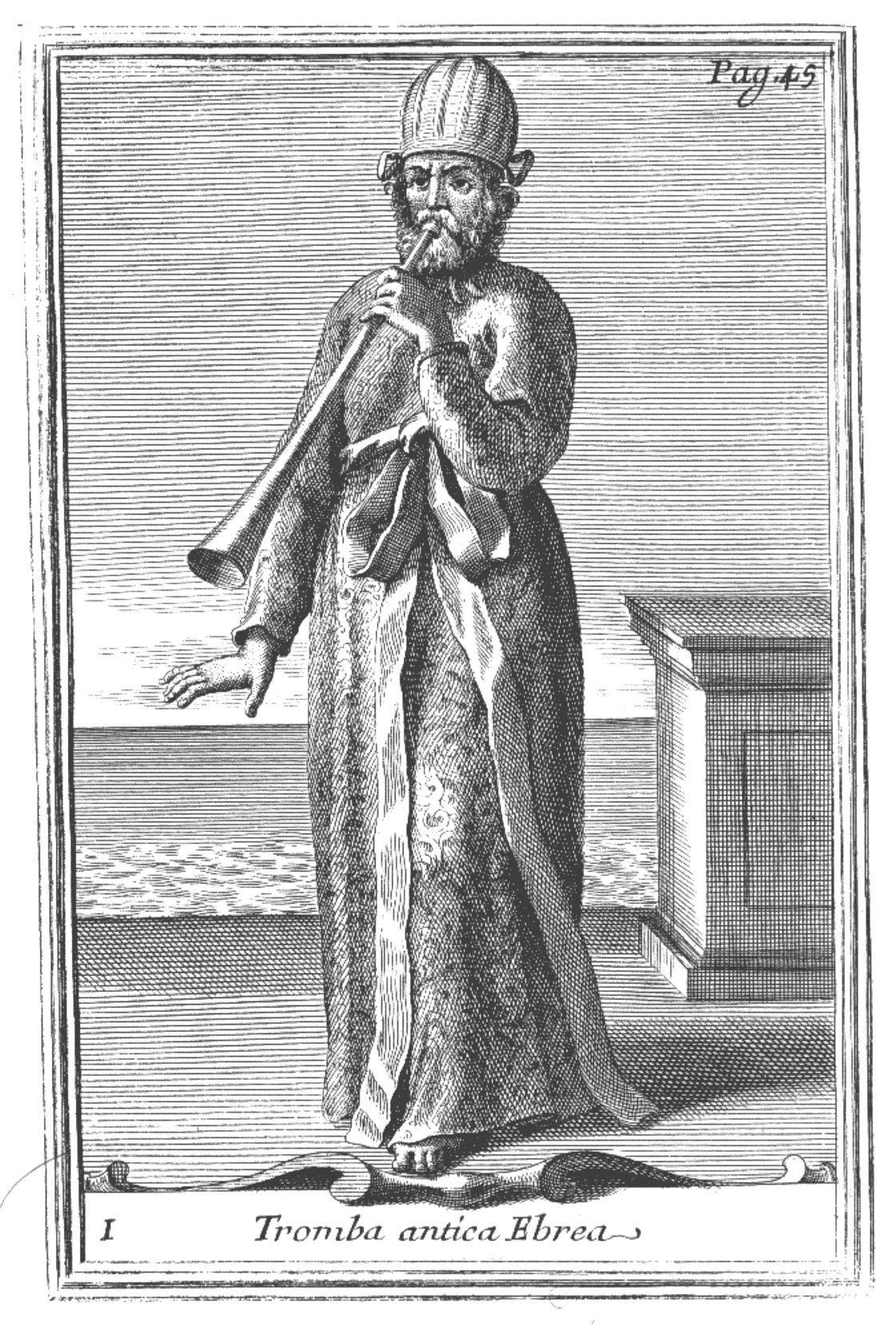
El antiguo abub tenía forma de corneta.

Un abub es un instrumento musical que tiene la forma de una delgada flauta que se usaba en las ceremonias religiosas antiguamente y que todavía se usa entre los judíos.
En el templo de Salomón se guardaba, en un lugar santo, un Abub muy delgado y liso hecho de caña y forrado de oro, cuya forma era parecida a la de las actuales cornetas.

## Historia
Las primeras dulzainas fueron originarias de Mesopotamia hacia el año 3000 a. C. Todos estos instrumentos de viento y cañas o lengüetas fueron englobados dentro del término abub. Este fue el precursor de sus sucesores aulos en Grecia y tibia en Roma que eran de estructura doble. Todos estos instrumentos tienen elementos comunes como sección cónica y doble lengüeta, y fueron extensamente conocidos en todas las civilizaciones antiguas mediterráneas, hasta el punto de relegar a los instrumentos derivados de la flauta a un segundo plano.
- Datos: Q5655491